# Battaglia dei Salici
La battaglia dei Salici o di Ad salices fu uno scontro tra le forze dell'Impero romano e un esercito di Visigoti comandati da Fritigerno che ebbe luogo in una località nota come ad Salices, nei pressi di Marcianopoli, nel 377. Fu un episodio della guerra gotica combattuta a seguito del passaggio del Danubio da parte dei Visigoti, un anno prima della battaglia di Adrianopoli.

## Contesto storico
Nel 376, i Goti si erano presentati sulle sponde del Danubio, chiedendo ai Romani di farli transitare all'interno dei territori dell'Impero per proteggerli dalla furia degli Unni che avevano invaso i loro territori. L'imperatore della pars Orientis Valente, che si trovava a duemila chilometri verso Oriente per preparare la guerra contro i Sasanidi, aveva permesso l'ingresso e lo stanziamento dei Goti, allo scopo di integrarli nella struttura economica e militare dell'Impero, ma l'afflusso di un enorme numero di profughi, il ridotto numero di truppe romane presenti (molte erano state inviate in Oriente nell'esercito d'invasione) e maldestri tentativi dei comandanti romani di gestire l'emergenza avevano portato a una ribellione dei Goti, che avevano preso le armi contro i Romani e inflitto loro alcune sconfitte, devastando le campagne della Tracia.
Avvertito della situazione di emergenza, Valente strinse una pace con i Sasanidi e si preparò a muoversi a occidente con l'esercito campale; nel frattempo ordinò ai suoi generali Traiano e Profuturo di avanzare da Costantinopoli verso nord con tre legioni armene. I generali di Valente si incontrarono con le forze dell'Impero d'Occidente, comandate da Ricomere, che erano state mandate loro in aiuto: i generali decisero di impegnare a battaglia i Goti, accampati in località ad Salices, a nord di Marcianopoli.

## Battaglia
Il racconto della battaglia è di Ammiano Marcellino. I Goti disposero i propri carri in circolo, creando una fortificazione in cui si ritiravano quando necessario. I Romani, in inferiorità numerica, persero il loro comandante Profuturo, ma, grazie alla superiore preparazione militare, inflissero grandi perdite al nemico. A un certo punto dello scontro, l'ala sinistra romana cedette, ma ricevette dei rinforzi e tornò al suo posto. Lo scontro, molto sanguinoso, durò fino al calare della sera, quando si concluse senza vincitori. I Romani ripiegarono verso Marcianopoli, mentre i Goti rimasero accampati dietro i propri carri disposti a circolo per qualche giorno ancora.

## Conseguenze
Dopo la battaglia i Romani ricevettero ulteriori rinforzi e il loro comandante, Saturnino, decise di cercare di affamare i nemici, ma i Goti chiesero e ottennero l'aiuto degli Alani e furono lasciati liberi di saccheggiare la zona. La guerra si protrasse ancora, vedendo la sconfitta e la morte di Valente nella battaglia di Adrianopoli del 378 e la firma della pace nel 382.